# Ванмо
Ванмо (кит. упр. 望谟, пиньинь Wàngmó) — уезд Цяньсинань-Буи-Мяоского автономного округа провинции Гуйчжоу (КНР).

## История
В 1940 году на стыке уездов Чжэньфэн, Лодянь, Цзыюнь и Гуаньлин был создан уезд Шуанцзян (双江县). Так как оказалось, что в провинции Юньнань уже существует уезд Шуанцзян, в 1941 году уезд был переименован в Ванмо по месту размещения его властей.
После вхождения этих мест в состав КНР в 1950 году был создан Специальный район Синжэнь (兴仁专区), и уезд вошёл в его состав. В декабре 1952 года власти специального района переехали из уезда Синжэнь в уезд Синъи, и Специальный район Синжэнь был переименован в Специальный район Синъи (兴义专区). В апреле 1956 года уезд был передан в состав Специального района Дуюнь (都匀专区), в августе того же года преобразованного в Цяньнань-Буи-Мяоский автономный округ.
13 января 1965 года уезд Ванмо был преобразован в Ванмо-Буи-Мяоский автономный уезд.
В июле 1965 года Специальный район Синъи был воссоздан, и автономный уезд вернулся в его состав. В 1970 году Специальный район Синъи был переименован в Округ Синъи (兴义地区).
Постановлением Госсовета КНР от 21 сентября 1981 года Округ Синъи был преобразован в Цяньсинань-Буи-Мяоский автономный округ; автономный уезд был при этом преобразован в обычный уезд.

## Административное деление
Уезд делится на 3 уличных комитета, 11 посёлков и 1 национальную волость.